# 1396
Cette page concerne l'année 1396  du calendrier julien.
L'année 1396 est une année bissextile qui commence un samedi.

## Événements
- Début du règne de Huitzilihuitl, souverain aztèque (fin en 1417)[1].

### Europe
- 19 mars : Sigismond de Hongrie est nommé vicaire d'Empire en Allemagne, dans le royaume d'Arles et en Italie par son frère Venceslas[2]. Grâce à la médiation de Sigismond et de Jobst de Moravie, Venceslas IV fait la paix avec la noblesse de Bohême ce même mois[3]. Il abandonne son autorité au haut clergé et à la noblesse révoltée à la suite de l’assassinat de Jean Népomucène (1393).
- 19 mai : Jean Ier d'Aragon meurt d'un accident de chasse. Début du règne de Martin l'Humain ou le Vieux (1356-1410), roi d’Aragon[4].
- 23 juillet[5] : après la reddition de Stockholm, Margrethe Valdemarsdotter fait proclamer roi de Suède son petit-neveu Éric de Poméranie dont elle est la tutrice. Elle devient régente des trois royaumes.
  - Margrethe opère une « réduction » des biens seigneuriaux qui profite aux finances et au pouvoir royal. Sous le couvert de la Haandfæstning, manifeste qui, à l'occasion du couronnement d'un roi du Danemark, énonce  à quelles condition le roi règnera, elle fait proclamer à son petit-neveu la « paix intérieure » : il est interdit aux vassaux de se servir de leurs forteresses pour recueillir et protéger les bannis, pour mener leurs guerres privées et défier l’autorité royale ; il leur est désormais interdit de construire à leur usage toute forteresse nouvelle.
- 27 août : début de la construction de la chartreuse de Pavie (consacrée en 1497)[6].
- 19 septembre[7] : Jean V de Bretagne épouse Jeanne de France
- 25 septembre ou 28 septembre : bataille de Nicopolis. L'armée chrétienne de Sigismond de Hongrie et des occidentaux coalisés est défaite par les Turcs ottomans de Bayazid Ier et les Serbes de Stefan Lazarević à Nicopolis en Bulgarie, ce qui met fin à la croisade. Début de l'occupation ottomane du territoire de la Bulgarie (fin en 1878).
  - le comte Herman II de Celje (mort en 1435) sauve la vie du roi de Hongrie à Nicopolis. Il reçoit en récompense des domaines en Croatie. Sigismond épouse sa fille Borbála (Barbe) Cillei.
  - de nombreux seigneurs français, dont Jean sans Peur, fils du duc de Bourgogne, et Boucicaut sont faits prisonniers à Nicopolis (fin en 1398)[8].
- 25 octobre[9] : traité  entre la république de Gênes et le roi Charles VI de France. Les Génois se donnent au roi de France à condition que leurs libertés civiles soient maintenues.
- 27 octobre : entente entre Charles VI de France et Richard II d'Angleterre à Ardres[10].
- 28 octobre[11] : les Vénitiens parviennent à rompre le blocus de Constantinople.
- 4 novembre : mariage de Richard II d'Angleterre avec Isabelle de Valois[10].
- 14 novembre : inondations catastrophiques du Rhône signalées par le chroniqueur arlésien Bertrand Boysset[12].
- 27 novembre : abdication du doge de Gênes Antoine Adorno qui est nommé gouverneur du roi de France (fin en 1397)[13].

- Ladislas II Jagellon reçoit l’hommage des princes de Bessarabie[14].
- Occupation partielle de la Corse par la France (fin en 1406)[15].
- Les Ragusains obtiennent une lettre de garantie de Bayazid Ier[16]. Grâce à son rôle de transitaire privilégié entre la Turquie et l’Occident, la république de Raguse va connaître deux siècles de prospérité.
- Première mention du bourg de Târgovişte en Valachie, qui deviendra la capitale[17].
- Le landgrave Johann von Leuchtenberg fonde l'abbaye de Sankt Oswald en Bavière.